# رصابة (ذمار)
رصابه هي إحدى قرى الجمهورية اليمنية. تتبع جغرافيا لمحافظة ذمار وإداريًا لمديرية جهران. يبلغ تعداد سكانها 8291 نسمة حسب الإحصاء الذي أجري عام 2004.